# Sehwan Sharif
Sehwan (tiếng Sindh: سيهوڻ شريف, tiếng Urdu: سیہون) (còn gọi là Sehwan Sharif) là một thành phố nằm ở quận Jamshoro ở tỉnh Sindh của Pakistan. Sehwan là thành phố lớn có từ thời cổ đại lớn và tọa lạc bên bờ phía tây của sông Ấn, 80 dặm (130 km) về phía tây bắc của Thành phố Hyderabad (tọa lạc ở bờ đông). Có thể cái tên Sehwan bắt nguồn từ "Siwistan" hoặc "Seevistan", vương quốc của Raja Dahir mà từng mở rộng đến tận Punjab dưới cái tên "Shivi". Nó đã đủ nổi tiếng để vào năm 711 bị Muhammad bin Qasim chinh phục, rồi bị Mahmud của Ghazni chinh phục hai thế kỷ sau đó. Hoàng đế Humayun của đế quốc Mughal đã thất bại trong việc tấn công thành phố trên đường tới Umarkot, nhưng sau đó con trai ông, Akbar, đã chiếm được nó. Trước đây, Sehwan Sharif là thủ đô của Vương quốc Thatta dưới thời Juni Bek.
Thành phố từng là nơi sinh sống của Lal Shahbaz Qalandar-người đã cư ngụ ở đây vào thế kỷ 13. Đền thờ Lal Shahbaz Qalandar thu hút hàng nghìn tín đồ mỗi năm.